# Athericidae
Athericidae Nowicki, 1873, è una piccola famiglia cosmopolita di Insetti dell'ordine dei Ditteri (Brachycera: Tabanomorpha), comprendente circa 120 specie.

## Descrizione
Gli adulti sono morfologicamente affini ai Rhagionidae, hanno corpo di medie o piccole dimensioni, lungo 5-10 mm, ma privo di setole lunghe. La livrea ha colori variabili dal nero al giallastro.
Il capo è dicoptico nelle femmine e, in genere, oloptico nei maschi. Le antenne sono aristate, hanno scapo e pedicello di forma globosa e terzo segmento a forma di rene, portante uno stilo in posizione subapicale.
Le zampe sono giallastre e sono provviste di due speroni all'apice tibie medie e posteriori; il tarso è provvisto di arolio e pulvilli. Le ali sono larghe e ben sviluppate e spesso pigmentate da deboli bande più scure; in posizione di riposo sono ripiegate orizzontalmente ai lati dell'addome. L'addome è di colore giallastro, con pigmentazione a bande trasversali, più scure nella femmina.
La nervatura alare mostra la costa sviluppata sull'intero margine. La radio si suddivide in 4 rami, per l'assenza della biforcazione R2+3. La branca R2+3 è relativamente breve e subisce una curvatura convergendo sul margine costale quasi in coincidenza con la terminazione del ramo anteriore (R1). I rami R4 e R5 terminano invece rispettivamente prima e dopo l'apice dell'ala. La media si suddivide in quattro rami, con tratti terminali di M1, M2 e M3 che hanno origine all'estremità distale della cellula discale, e il quarto ramo (M4) dal lato inferiore. La cellula discale è ben sviluppata e lunga, la cellula cup chiusa quasi in prossimità del margine dell'ala, con tratto comune A1+CuA molto breve.

Schema della nervatura alare.
Nervature longitudinali: C: costa; Sc: subcosta; R: radio; M: media; Cu: cubito; A: anale.
Nervature trasversali: h: omerale; r-m: radio-mediale; m-m: mediale; m-cu: medio-cubitale.
Cellule: d: discale; br: prima basale; bm: seconda basale; m_{1}: seconda posteriore; m_{2}: terza posteriore; m_{3}: quarta posteriore; cup: cellula cup.

La nervatura alare degli Athericidae è piuttosto simile a quella dei Rhagionidae e ne differisce, almeno nella maggior parte dei casi, per alcuni caratteri poco evidenti:
- La convergenza di R1 e R2+3 sul margine costale è più marcata rispetto ai Rhagionidae, al punto tale da rendere la cellula R1 quasi chiusa.
- Il ramo R4 confluisce sul margine prima dell'apice dell'ala, mentre nei Rhagionidae tende a confluire in corrispondenza del margine.
- I rami M3 e M4 tendono a convergere, mentre nei Rhagionidae tendono ad essere paralleli. Questo fa sì che l'apertura sul margine della cellula M2 negli Athericidae sia marcatamente più larga rispetto alla cellula M3.
- Le cellule basali br e bm negli Athericidae sono relativamente più lunghe rispetto ai Rhagionidae a causa di uno spostamento della cellula discale verso il margine.
- La vena trasversa r-m confluisce sulla cellula discale in una posizione relativamente più distale rispetto a quanto avviene nei Rhagionidae.
- La curvatura del ramo M1 negli Atheridae è meno accentuata rispetto ai Rhagionidae.

La larva è apoda, di forma affusolata, con capo molto piccolo, segmenti toracici progressivamente più ampi e addome ancora più largo, terminante con due evidenti processi respiratori. È provvista di pseudozampe pari negli uriti 1-7 e di processi respiratori (un paio dorsale e un paio laterale), generalmente negli uriti 2-7, di cui sono particolarmente sviluppati quelli dell'ultimo urite. La conformazione può facilmente indurre in errore facendo confondere l'estremità cefalica con l'estremità caudale e viceversa.

## Biologia
Gli Athericidae colonizzano ambienti forestali. Le larve sono acquatiche e si nutrono predando le larve acquatiche di altri insetti, soprattutto ditteri. Gli adulti si rinvengono presso i corsi d'acqua. Nel genere Atherix è noto un singolare comportamento delle femmine nell'ovideposizione: in genere, le femmine depongono le uova in massa sulla vegetazione che emerge dall'acqua, poi muoiono. In alcune specie americane ed europee si riscontra un gregarismo nella fase di ovideposizione: le femmine tendono a deporre le uova aggregandole ad altre ovideposizioni; in questo modo si formano ammassi abbondanti di dimensioni tali che possono inglobare anche i resti di migliaia di femmine morte.
Il regime dietetico degli adulti è in generale glicifago, con base alimentare rappresentata probabilmente dalla melata dei Rincoti. Le femmine del genere Suragina sono invece ematofaghe e pungono i mammiferi, compreso l'uomo.

## Filogenesi, sistematica e diffusione
Storicamente, gli Athericidae erano inclusi, fino agli anni settanta, fra i Rhagionidae all'interno della sottofamiglia Rhagioninae. Dall'analisi cladistica, risulta invece che gli Athericidae siano in relazione filogenetica con la famiglia dei Tabanidae, con la quale formano un clade monofiletico distante dalla famiglia dei Rhagionidae, la quale si posiziona come la linea più primitiva
|  | Oreoleptidae                                              |
|  |                                                           |
|  | \| \| Tabanidae \| \| \| \| \| \| Athericidae \| \| \| \| |
|  |                                                           |
|  | Tabanidae                                                 |
|  |                                                           |
|  | Athericidae                                               |
|  |                                                           |

|  | Tabanidae   |
|  |             |
|  | Athericidae |
|  |             |

|  | Oreoleptidae                                              |
|  |                                                           |
|  | \| \| Tabanidae \| \| \| \| \| \| Athericidae \| \| \| \| |
|  |                                                           |
|  | Tabanidae                                                 |
|  |                                                           |
|  | Athericidae                                               |
|  |                                                           |

|  | Tabanidae   |
|  |             |
|  | Athericidae |
|  |             |

Nel 1973 STUCKENBERG separò alcuni generi identificandone il raggruppamento come famiglia autonoma, pressoché riconosciuta da tutti gli Autori. Nel corso dei decenni successivi, la divisione interna è stata largamente revisionata con la riclassificazione di numerose specie, originariamente incluse nel genere Atherix, e molte delle quali furono spostate nel genere Suragina. Pur essendo, quest'ultimo, il genere più ricco di specie, la famiglia mantiene la denominazione originale derivata da Atherix. Nel complesso sono conosciute circa 120 specie, ripartite fra i seguenti generi:
- Asuragina. Genere monotipico, comprendente una sola specie della regione orientale.
- Atherix. Comprende poco più di 20 specie, in gran parte paleartiche, alcune rappresentate nelle regioni neartica, neotropicale e orientale.
- Atrichops. Comprende una decina di specie, per la maggior parte paleartiche, con due rappresentate nella regione orientale e una nella regione afrotropicale.
- Dasyomma. Comprende oltre trenta specie a distribuzione gondwanica, tutte rappresentate nella regione australasiana (Australia e Tasmania) o in quella neotropicale (Argentina e Cile).
- Microphora. Genere monotipico, comprende una sola specie tropicale endemica della regione australasiana, presente solo nell'Arcipelago di Bismarck.
- Pachybates. Comprende tre sole specie a distribuzione afrotropicale.
- Suragina. È il raggruppamento più ampio, con oltre 40 specie prevalentemente tropicali. L'areale si estende in gran parte nella regione orientale e in quella tropicale, con alcune specie presenti nella regione neotropicale, nel Paleartico orientale e nel settore indonesiano della regione australasiana.
- Suraginella. Genere monotipico, presente nella regione australasiana.
- Trichacantha. Genere monotipico, presente nella regione afrotropicale.

Molti Autori considerano anche il genere Ibisia Rondani, 1856, con la specie paleartica Ibisia marginata Fabricius, 1781. Il genere è trattato come sinonimo recente di Atherix dal BioSystematic Database of World Diptera (BDWD), ma non è menzionata la specie Atherix marginata né il suo sinonimo Ibisia marginata. Sono invece citate altre due specie paleartiche attribuite a questo genere, Atherix (=Ibisia) amicorum Thomas, 1985, segnalata in Marocco, e Atherix (=Ibisia) vaillanti Thomas, 1982, segnalata in Francia.
Alcune specie afrotropicali, descritte da BEZZI (1926) e da STUCKENBERG (1960), presenti in Sudafrica, furono inizialmente denominate e attribuite al genere Atherix. Alcune di queste sono state attribuite ad altri generi (es. Pachybates), ma altre non hanno ancora una denominazione formale e relativa collocazione sistematica in quanto si ritiene debbano essere incluse in un genere autonomo da descrivere.
Le specie fossili descritte in questa famiglia risalgono per lo più al Cenozoico. Nel 2003 MOSTOVSKI et al. hanno descritto un nuovo genere fossile, Athericites, con reperti datati al Cretaceo inferiore. L'origine antica di questa famiglia è peraltro avvalorata dalla stretta relazione con i Tabanidi e dalla ricorrenza, fra gli Athericidae, dell'ematofagia a spese di anfibi.
In Italia gli Athericidae sono presenti in tutto il territorio escluse le isole. Le specie di cui è accertata la presenza sono Atherix ibis, Atherix marginata e Atrichops crassipes, mentre è incerta la presenza, al Nord, di Atherix amicorum e Atherix vaillanti.

## Importanza
L'importanza della famiglia risiede principalmente nel regime dietetico ematofago delle femmine di diverse specie, analogamente ai più noti tafani. Le femmine sono ematofaghe in tutte le specie del genere Suragina, ma questo comportamento ricorre anche in alcune specie dei generi Dasyomma e Atrichops.
Secondo testimonianze dirette, raccolte da ALDRICH (1912), presso i Modoc e altre popolazioni amerinde della California, che vivevano di raccolta, era uso raccogliere le abbondanti ovideposizioni di Atherix ed utilizzarle per l'alimentazione preparando una pietanza denominata Koo-chah-bie. Gli insetti erano conosciuti dai Modoc con il nome Ha-lib-wah.